# Jesús predica desde una barca

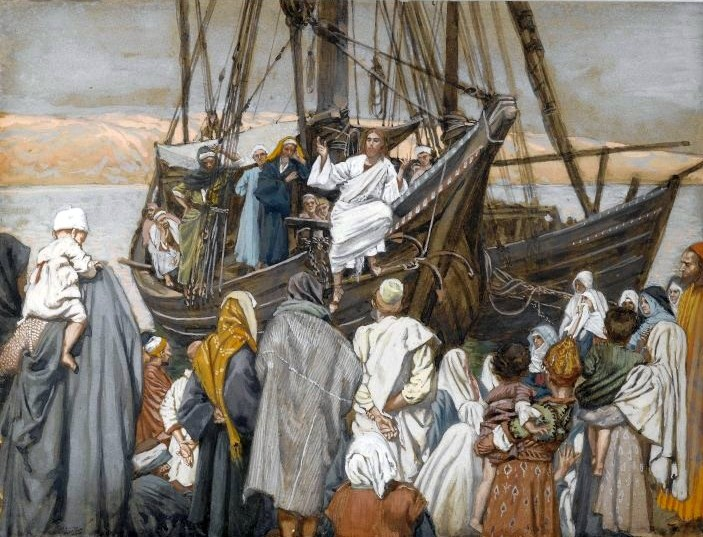
Jesús predica desde una barca, de James Tissot

Esta narración aparece en Lucas 1-3, Marcos 4-1, y Mateo 13:1-Mateo 13-3.  Debido a las enormes multitudes que le seguían desde las ciudades y aldeas de los alrededores para escuchar su doctrina, Jesús se retiró a la costa del mar. Allí entró en una barca, que utilizó como púlpito, y se dirigió a la multitud de la orilla.
La narración se produce como introducción a un conjunto de Enseñanzas parabólicas de Jesús, que comienza con la Parábola del sembrador.
Numerosos artistas han hecho de este acontecimiento el tema de sus obras, entre ellos, James Tissot y Alexandre Bida.

## Narrativa
Y aconteció que, como la gente le apremiaba para que oyese la palabra de Dios, se paró junto al lago de Genesaret, y vio dos barcas que estaban a la orilla del lago; pero los pescadores habían salido de ellas y estaban lavando sus redes. Y entrando en una de las barcas, que era de Simón, le rogó que se alejase un poco de la tierra. Y sentándose, enseñaba a la gente fuera de la nave.
Lucas 5:1-3, Nueva Versión Internacional

## Comentarios

### SigloIV
Hilario de Poitiers comenta por qué Jesús se sentó en el barco, mientras que la multitud permaneció en la orilla, escribiéndolo de la siguiente manera: 

porque Él estaba a punto de hablar en parábolas, y por esta acción significa que los que estaban fuera de la Iglesia no podían tener comprensión de la Palabra Divina. El barco ofrece un tipo de la Iglesia, dentro de la cual se coloca la palabra de vida, y se predica a los que están fuera, y que como arena estéril no pueden entenderlo.

### SigloXVII

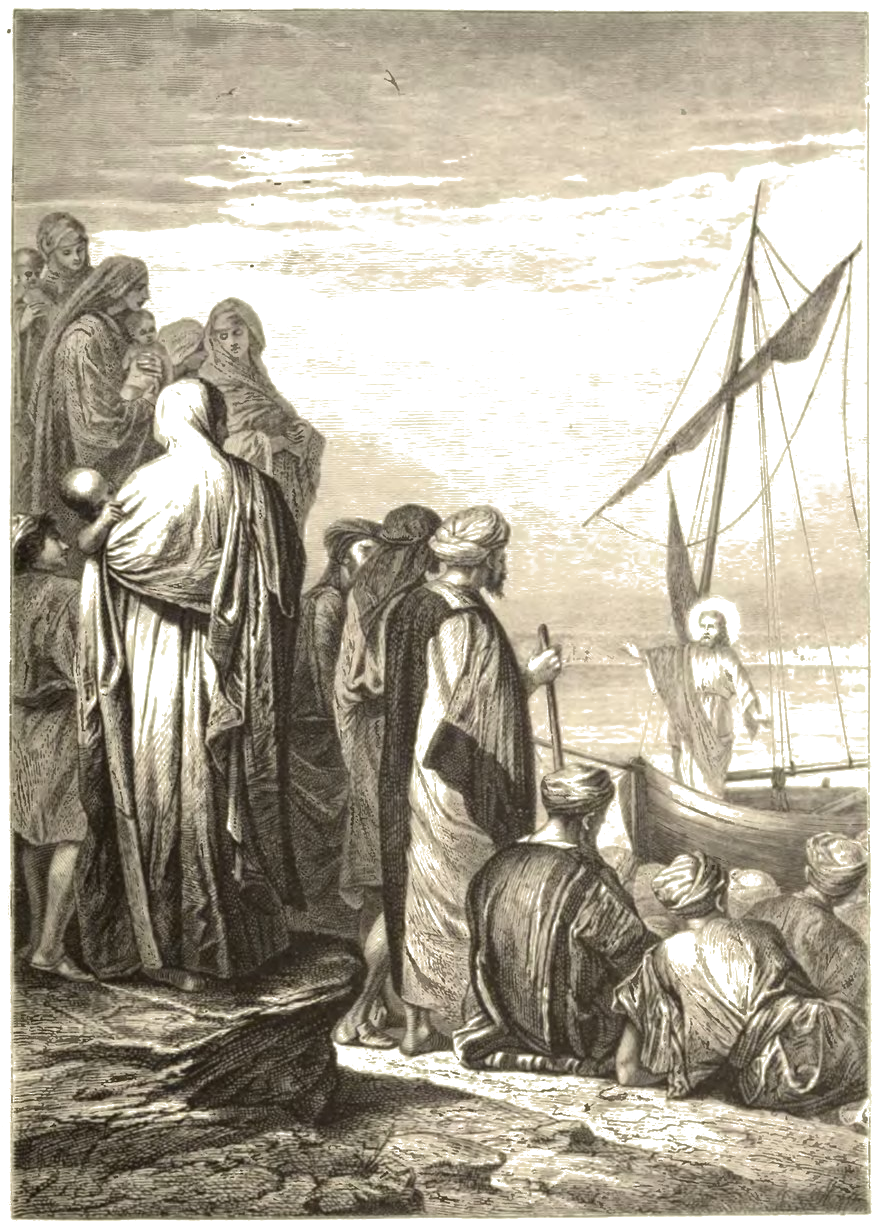
Jesús predica desde una barca (Alexandre Bida)

Cornelio a Lapide señala que cuando Jesús, como era su costumbre, terminó de predicar en su casa de Cafarnaúm, despidió a la multitud para que se ocuparan de sí mismos, y que permitiera algo de descanso y comida para Él y sus discípulos. Sin embargo, como sabía que las multitudes iban a acudir a Él en tal número que su casa no podría acogerlas, se marchó a la ancha y abierta orilla del Mar de Galilea. Allí utilizó una barca como púlpito y predicó a la multitud en la orilla.

### SigloXIX(catolicismo)
John McEvilly comenta sobre las palabras «muchas cosas», (Mateo 13:3) escribiendo, «lo más probable es que Él habló mucho más de lo que está aquí registrado. Porque, si se escribiera todo lo que Jesús hizo, «el mundo mismo no podría contener los libros que se escribieran» (Juan 21:25).
Varios comentaristas han utilizado este episodio para apoyar la primacía de Pedro, ya que Jesús utiliza la barca de Pedro para predicar desde ella, y Pedro se convertiría más tarde en el discípulo más destacado entre los apóstoles por predicar él mismo (véase Hechos 2).

## Galería de arte

Representaciones de Jesús predicando desde una barca
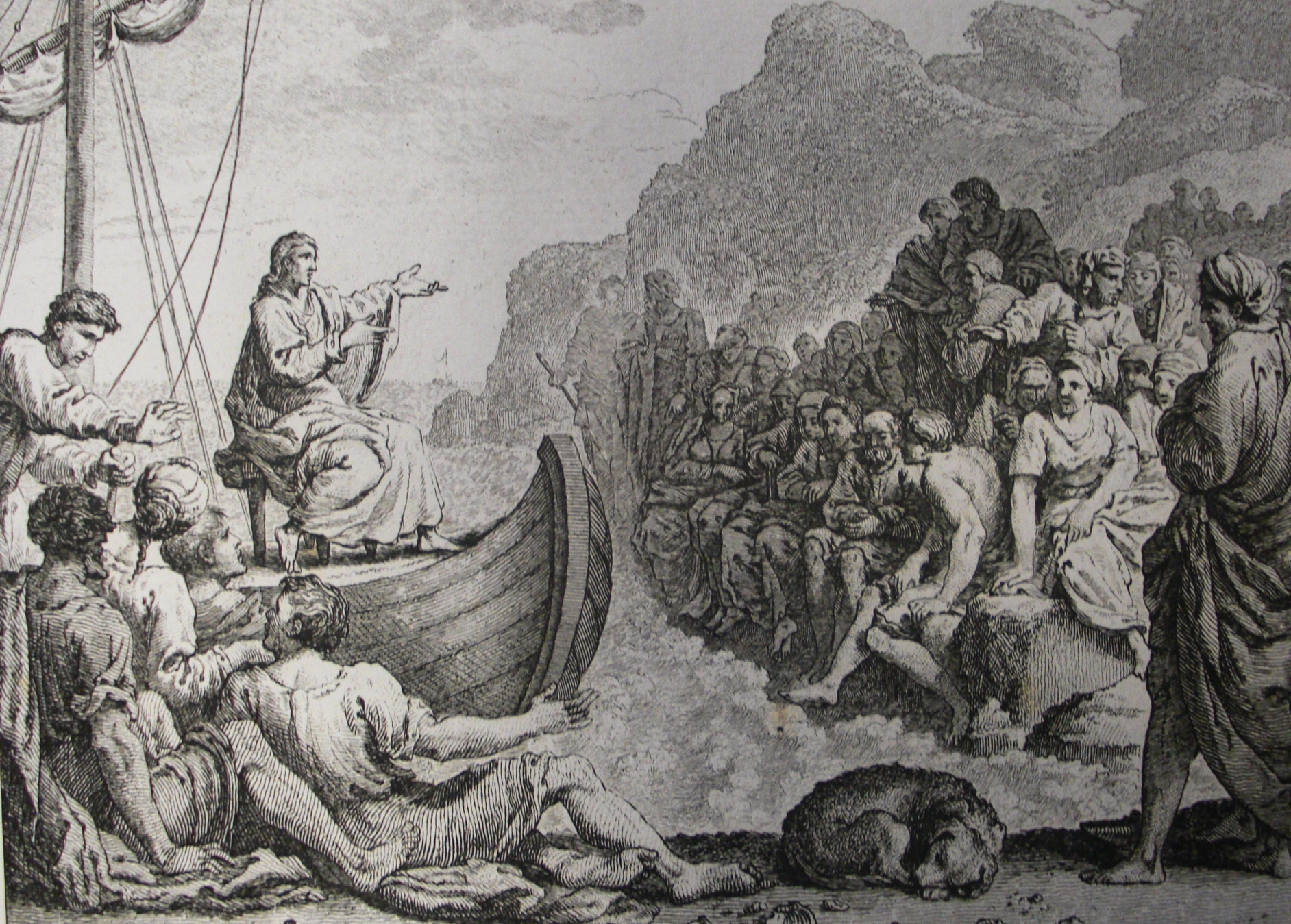
Grabado de la Colección Phillip Medhurst de ilustraciones bíblicas (Biblia holandesa)
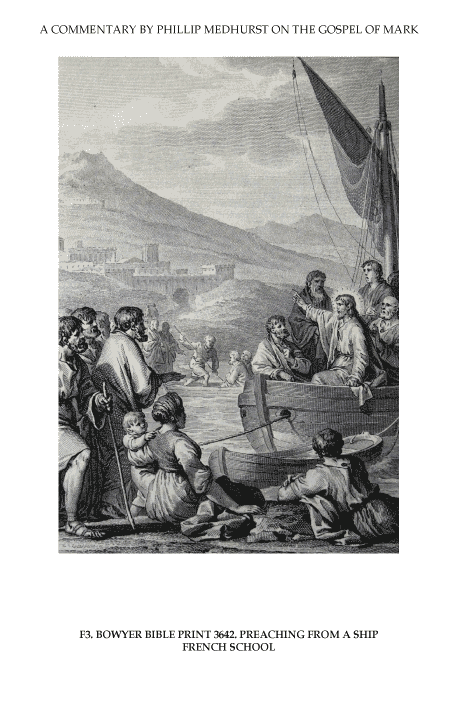
Predicando desde un barco. Escuela francesa. En la Biblia Bowyer del Museo de Bolton
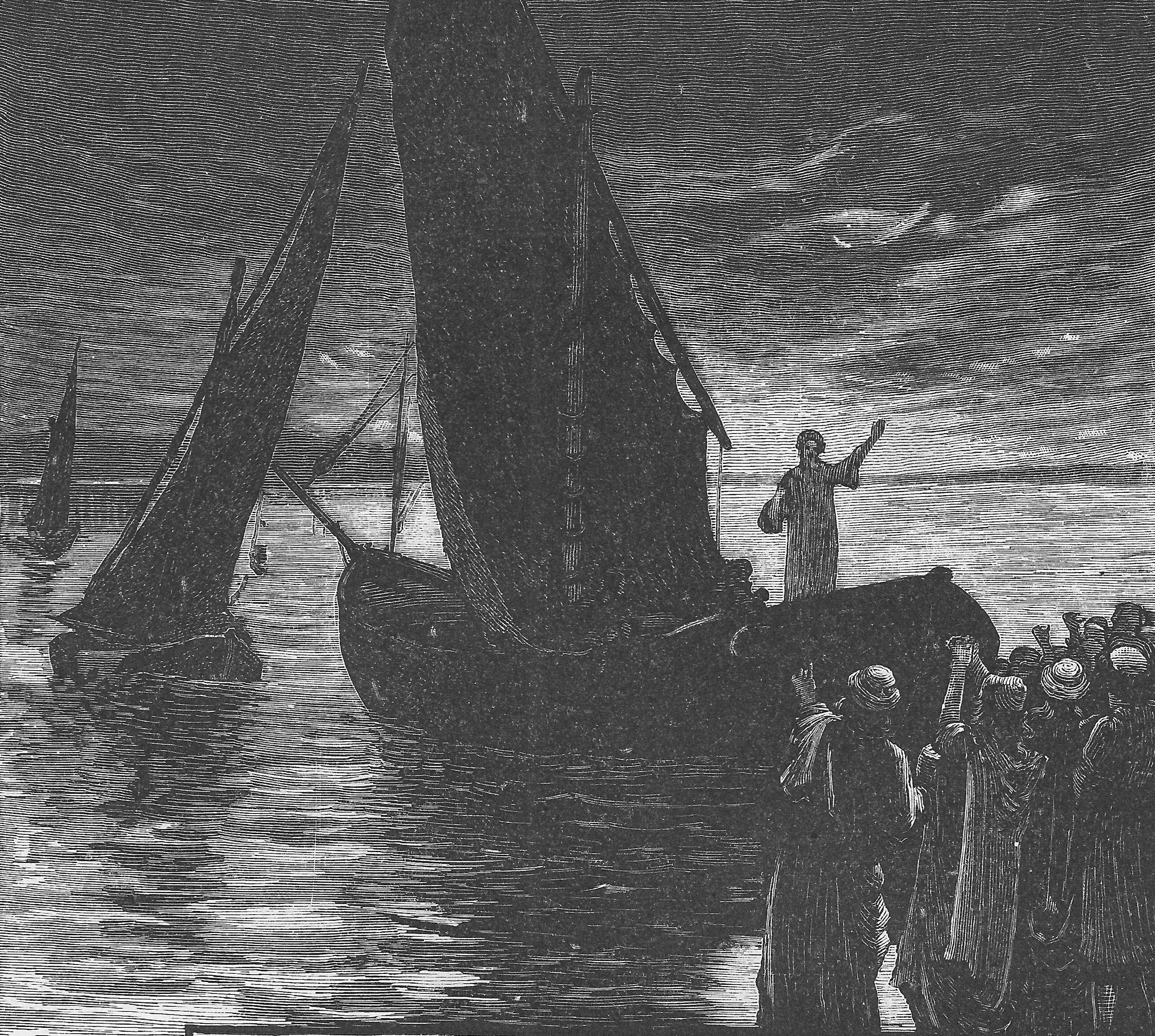
Jesús predicando desde una barca cerca de la orilla. W. J. Morgan (1890)
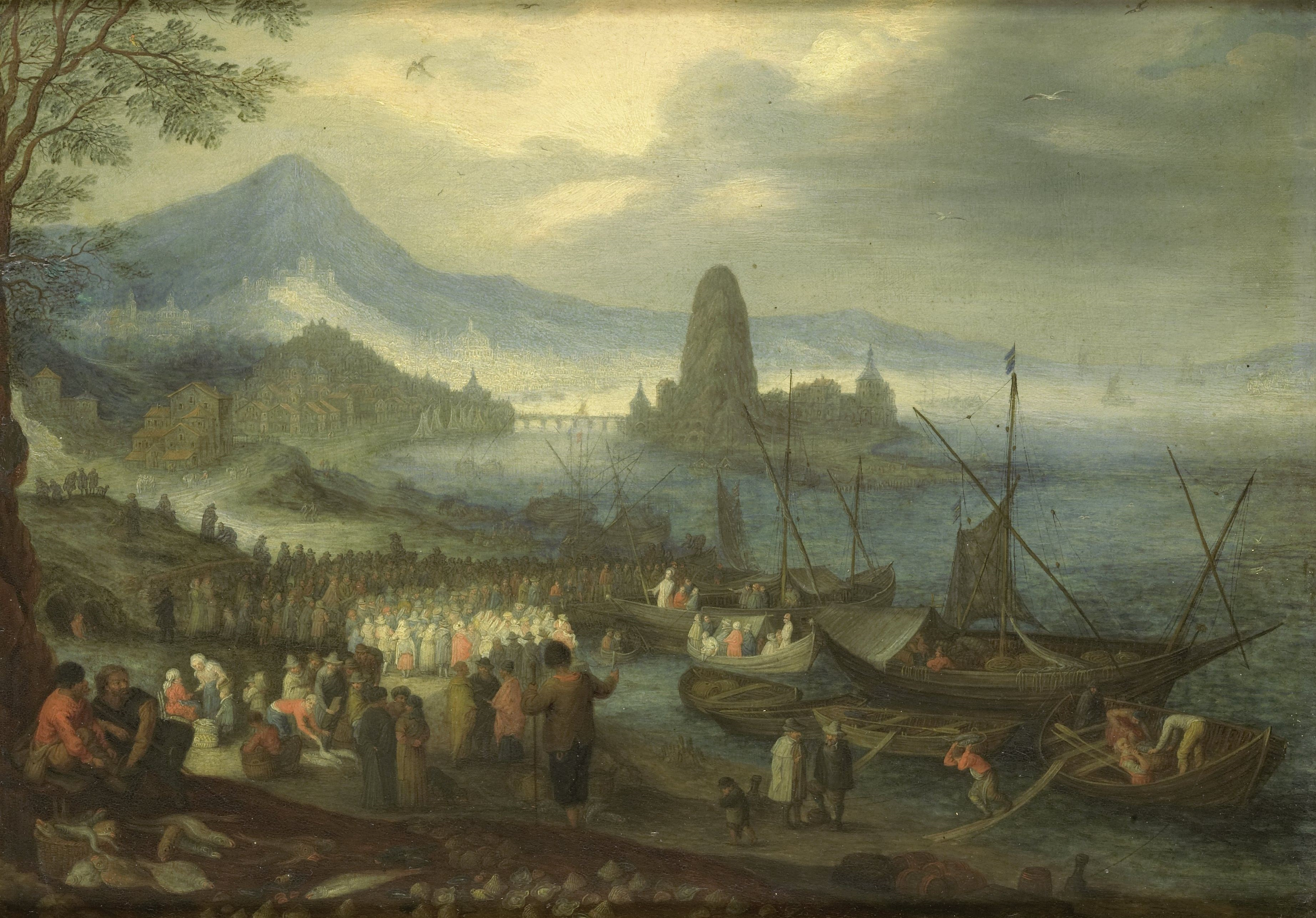
Extenso paisaje con Cristo de pie sobre una barca de pesca (1600-1700)
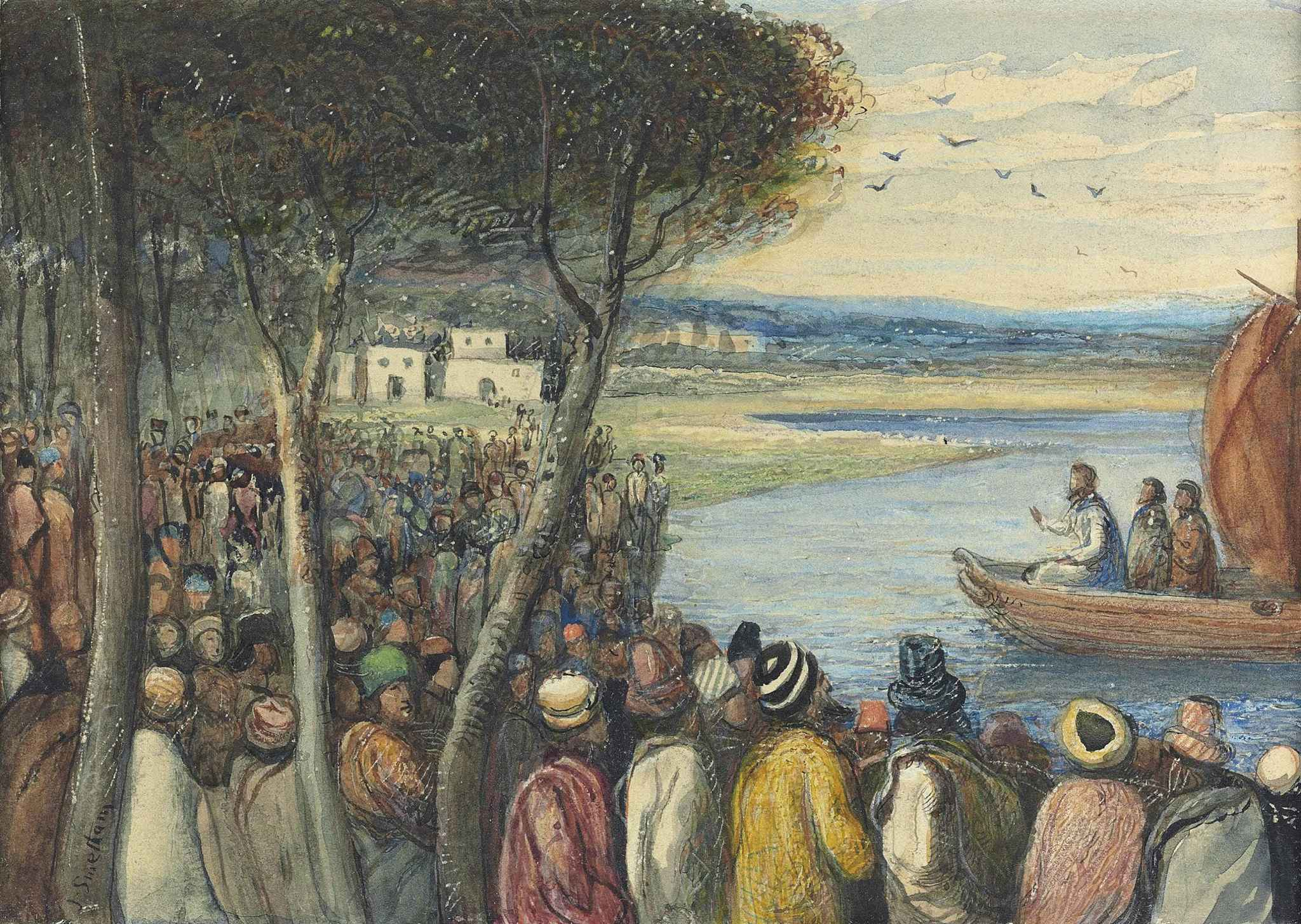
Lápiz, pluma y tinta negra, acuarela y pintura a la carrocería de J. Smetham.